# Danske arter på habitatdirektivets bilag IV
EF-Habitatdirektivets bilag IV opremser en række dyre og plantearter der af fælleskabsbetydning, der kræver streng beskyttelse
Direktivets Artikel 12 og 13 fastsætter stramme rammer og krav om beskyttelse af de nævnte arters naturlige udbredelsesområde.
Kapitel 5 i naturbeskyttelsesloven handler om beskyttelse af plante- og dyrearter, og § 29 a siger:  De dyrearter, der er nævnt i bilag 3 til loven, må ikke forsætligt forstyrres med skadelig virkning for arten eller bestanden. Forbuddet gælder i forhold til alle livsstadier af de omfattede dyrearter.
Stk. 2. Yngle- eller rasteområder for de arter, der er nævnt i bilag 3 til loven, må ikke beskadiges eller ødelægges. Bilag 3 i naturbeskyttelsesloven rummer de danske bilag IV-arter i habitatdirektivet . Arternes forekomst og udbredelse opdateres løbende gennem det nationale program for overvågning af vandmiljø og natur (NOVANA) .

## Liste over arter på habitatdirektivets bilag IV
Som er naturligt hjemmehørende i Danmark og beskyttet efter § 29 a og § 30, stk. 2.

### Pattedyr
Småflagermus (Microchirotera)
Alle arter, herunder
- Vandflagermus (Myotis daubentoni)
- Damflagermus (Myotis dasycneme)
- Skægflagermus (Myotis mystacinus)
- Brandts flagermus (Myotis brandtii)
- Frynseflagermus (Myotis nattereri)
- Bechsteins flagermus (Myotis bechsteini)
- Skimmelflagermus (Vespertilio murinus)
- Sydflagermus (Estesicus serotinus)
- Brunflagermus (Nyctalus noctula)
- Bredøret flagermus (Barbastella barbastellus)
- Langøret flagermus (Plecotus auritus)
- Dværgflagermus (Pipistrellus pygmaeus)
- Troldflagermus (Pipistrellus nathusii)
- Pipistrelflagermus (Pipistrellus pipistrellus)

Gnavere (Rodentia)
- Hasselmus (Muscardinus avellanarius)
- Birkemus (Sicista betulina)

Rovdyr (Carnivora)
- Odder (Lutra lutra)
- Ulv (Canis lupus)

Hvaler (Cetacea)
Alle arter, herunder mest relevant
- Marsvin  (Phocoena phocoena)
- Hvidnæse (Lagenorhynchus albirostris)
- Vågehval (Balaenoptera acutorostrata)

### Krybdyr
Sumpskildpadder
- Europæisk sumpskildpadde (Emys orbicularis)

Firben
- Markfirben (Lacerta agilis)

Snoge
- Glatsnog (Coronella austriaca)
- Æskulapsnog (Elaphe longissima)

### Padder
Salamandre
- Stor vandsalamander (Triturus cristatus)

Skivetungede frøer
- Klokkefrø (Bombina bombina)

Løgfrøer
- Løgfrø (Pelobates fuscus)

Løvfrøer
- Løvfrø (Hyla arborea)

Ægte frøer
- Spidssnudet frø (Rana arvalis)
- Springfrø (Rana dalmatina)

Tudser
- Strandtudse (Bufo calamita)
- Grønbroget tudse (Bufo viridis)

### Fisk
Laksefisk
- Snæbel (Coregonus oxyrhynchus)

### Insekter
Biller
- Bred vandkalv (Dytiscus latissimus )
- Lys skivevandkalv (Graphoderus bilineatus)

Torbister
- Eremit (Osmoderma eremita)

Sommerfugle
- Sortplettet blåfugl (Maculinea arion)

Guldsmede
- Grøn mosaikguldsmed (Aeshna viridis)
- Stor kærguldsmed (Leucorrhinia pectoralis)
- Grøn kølleguldsmed (Ophiogomphus cecilia)

### Bløddyr
Muslinger
- Tykskallet malermusling (Unio crassus)

### Planter
- Enkelt månerude
- Liden najade
- Fruesko
- Mygblomst
- Vandranke
- Gul stenbræk
- Krybende sumpskærm

## Eksterne kilder og henvisninger
1. ↑  
Habitatdirektivets Artikel 12

  - 1. Medlemsstaterne træffer de nødvendige foranstaltninger til at indføre en streng beskyttelsesordning i det naturlige udbredelsesområde for de dyrearter, der er nævnt i bilag IV, litra a), med forbud mod:

  - a) alle former for forsætlig indfangning eller drab af enheder af disse arter i naturen

  - b) forsætlig forstyrrelse af disse arter, i særdeleshed i perioder, hvor dyrene yngler, udviser yngelpleje, overvintrer eller vandrer
  - c) forsætlig ødelæggelse eller indsamling af æg i naturen

  - d) beskadigelse eller ødelæggelse af yngle- eller rasteområder.

  - 2. For disse dyrearter forbyder medlemsstaterne opbevaring, transport eller salg af eller bytte med og udbud til salg eller bytte af enheder, der er indsamlet i naturen, med undtagelse af dem, der lovligt er indsamlet inden iværksættelsen af dette direktiv.

  - 3. Forbuddene i stk. 1, litra a) og b), samt stk. 2 gælder for alle livsstadier hos de dyr, der er omfattet af denne artikel.

  - 4. Medlemsstaterne indfører en ordning med tilsyn med uforsætlig indfangning eller drab af de dyrearter, der er nævnt i bilag IV, litra a). På grundlag af de indhentede oplysninger gennemfører medlemsstaterne de yderligere undersøgelser eller træffer de bevaringsforanstaltninger, der er nødvendige for at sikre, at uforsætlig indfangning eller drab ikke får en væsentlig negativ virkning for de pågældende dyrearter.

  - Artikel 13

  - 1. Medlemsstaterne træffer de nødvendige foranstaltninger for at indføre en streng beskyttelsesordning for de plantearter, der er nævnt i bilag IV, litra b), med forbud mod:

  - a) forsætlig plukning, indsamling, afskæring, oprivning med rod eller ødelæggelse af disse vildtvoksende planter i naturen

  - b) opbevaring, transport, salg af eller bytte med og udbud til salg eller bytte af enheder af disse arter, der er indsamlet i naturen, med undtagelse af dem, der lovligt er indsamlet inden dette direktivs iværksættelse.

  - 2. Forbuddene i stk. 1, litra a) og b), gælder for alle livsstadier for de planter, der er omfattet af denne artikel.
2. ↑  Bekendtgørelse af lov om naturbeskyttelse
3. ↑  Håndbog om dyrearter på habitatdirektivets bilag IV Arkiveret 20. januar 2012 hos  Wayback Machine fra DMU

- Særlig beskyttelse af visse dyrearter Arkiveret 8. juli 2014 hos  Wayback Machine på Naturstyrelsens websider.
- Danske arter på EF-Habitatdirektivets Bilag II, IV & V på Habitatarter.dk